# Paul Gachet

Paul Gachet, fotografiert in der Uniform des 7. Regiments der Jäger zu Pferd (1849)

Paul-Ferdinand Gachet (* 30. Juli 1828 in Lille; † 9. Januar 1909 in Auvers-sur-Oise) war ein französischer Arzt. Bekannt wurde er durch die Behandlung des Malers Vincent van Gogh während dessen letzten Lebenswochen in Auvers-sur-Oise. Van Gogh hatte ihn im Jahr 1890 porträtiert. Gachet war Freund und Förderer der impressionistischen Kunstrichtung, deren Maler er unterstützte, und selbst ein ambitionierter Freizeitmaler. Seine Bilder signierte er mit „Paul van Ryssel“, was sich auf seinen Geburtsort bezog, dessen niederländischer Name Rijsel ist.

## Leben

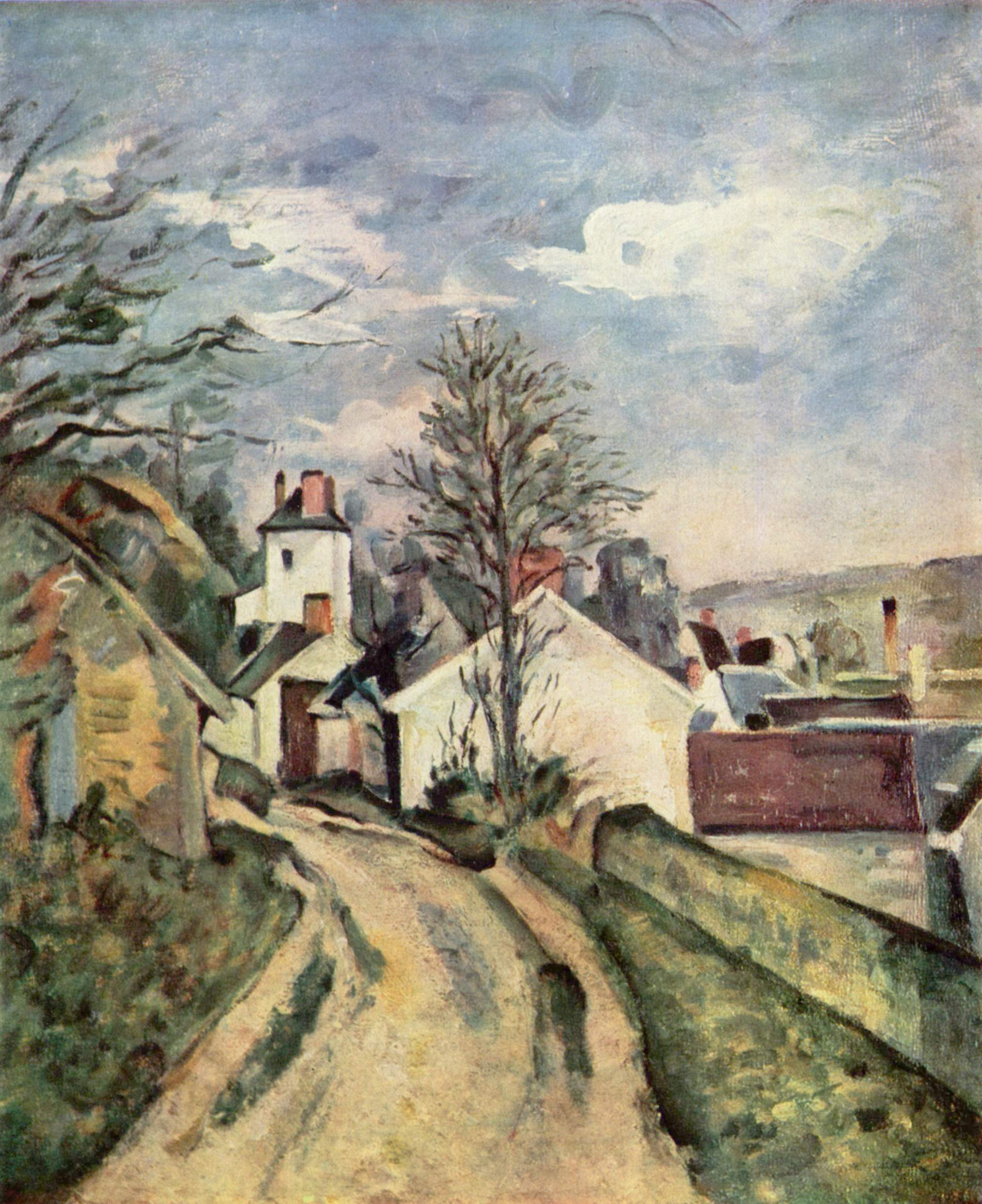
Paul Cézanne: Das Haus des Dr. Gachet (um 1873), Musée d’Orsay, Paris

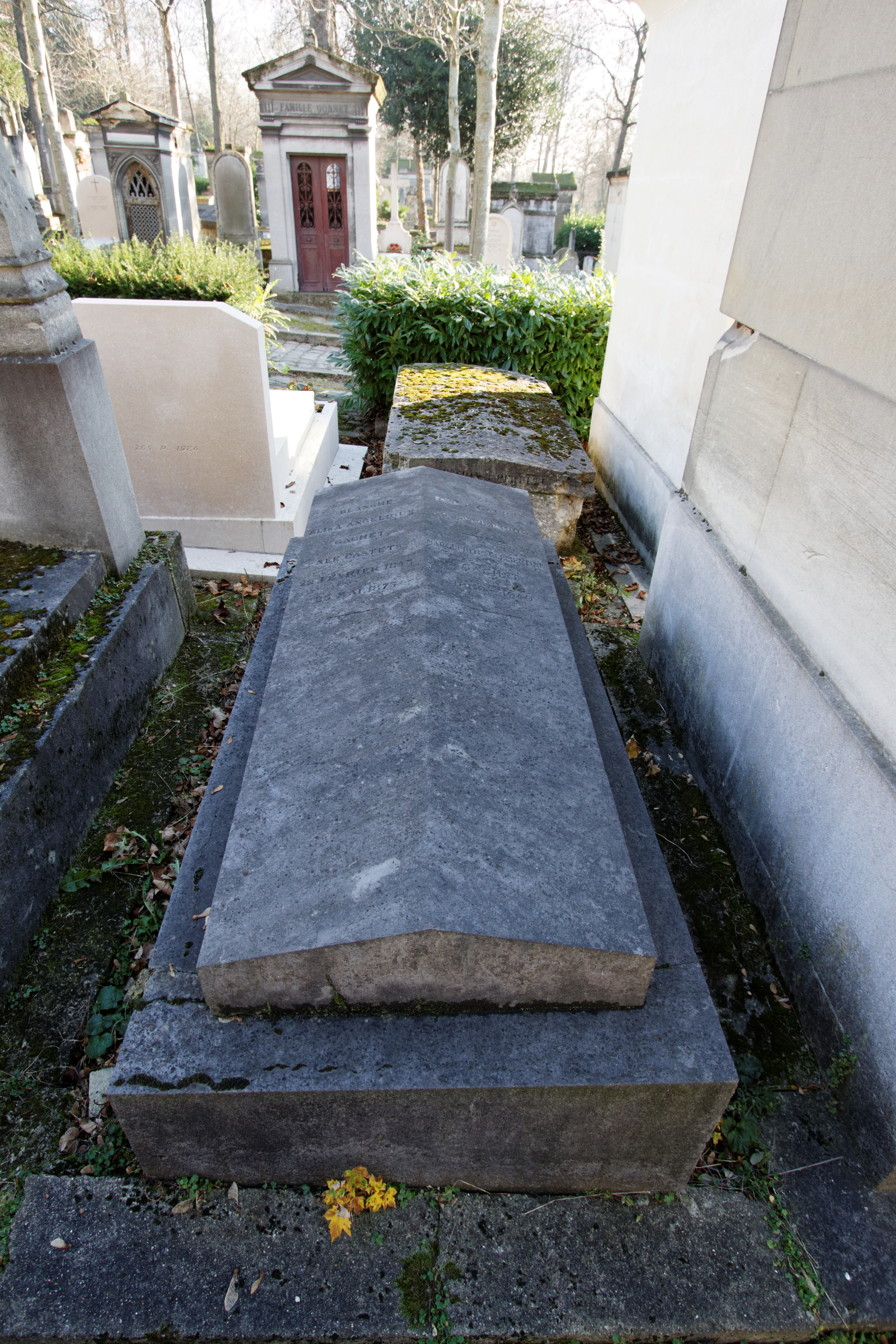
Gachets Grab (Père-Lachaise)

Gachet wurde in Lille geboren, wo er auch seine Kindheit verbrachte. Um 1845 zog seine Familie nach Mechelen, da Gachets Vater dort einen neuen Zweig der Firma, für die er arbeitete, eröffnet hatte.
Gachet studierte an der Universität Paris, unter anderem bei Armand Trousseau, und schloss 1858 sein Examen mit der Arbeit Étude sur la Mélancolie ab. Danach war er zunächst Arzt an den Kliniken Bicêtre sowie Salpêtrière, bevor er eine Privatpraxis in Paris eröffnete. Dort lernte er Gustave Courbet, Jules Champfleury, Victor Hugo sowie Anfang der 1870er Jahre Paul Cézanne kennen, der Gachets Atelier in Auvers-sur-Oise bei Paris nutzen durfte. 1882 behandelte er Auguste Renoir, der an einer Lungenentzündung erkrankt war. Auch war Gachet ein Freund des Chemikers Henri Nestlé und verschrieb einigen seiner kleinen Patienten dessen neue Babymilch.
Gachet verstarb 1909. Sein Grab liegt in der Division 52 des Friedhofs Père-Lachaise in Paris.

## Gachet und Vincent van Gogh
Vincent van Goghs Bruder, der Kunsthändler Theo van Gogh, suchte Gachets Rat, da dessen Fachwissen und seine Freundschaft mit Künstlern ihn zu dem idealen Arzt für Vincents Behandlung machten. Kurz nach Gachets erstem Besuch bezweifelte jener allerdings, dass Gachet ihm helfen könne.
Gachet zog später viel Kritik auf sich, da er van Goghs Suizid nach zehn Wochen Behandlung nicht hatte verhindern können. Van Gogh war, laut Wilfred N. Arnold, entweder unfähig oder unwillig, dem Rat des Arztes zu folgen, mit dem Rauchen aufzuhören und dem Alkoholkonsum zu entsagen. Es wäre jedoch wohl keinem anderen Arzt jener Zeit gelungen, van Goghs Krankheitsverlauf eine andere Richtung zu geben. Schließlich unterließ es Gachet aber, Vincent van Gogh mit seiner suizidalen Schussverletzung einer professionellen Behandlung zuzuführen.
Seine Darstellungen in Verfilmungen ist demnach großen Interpretationen unterworfen: in Van Gogh – An der Schwelle zur Ewigkeit wird er als leicht schrullig, doch liebenswürdig dargestellt, im Animationskriminalfilm Loving Vincent wiederum kommt eine mehr arrogant und streitsüchtige Seite zum Vorschein.

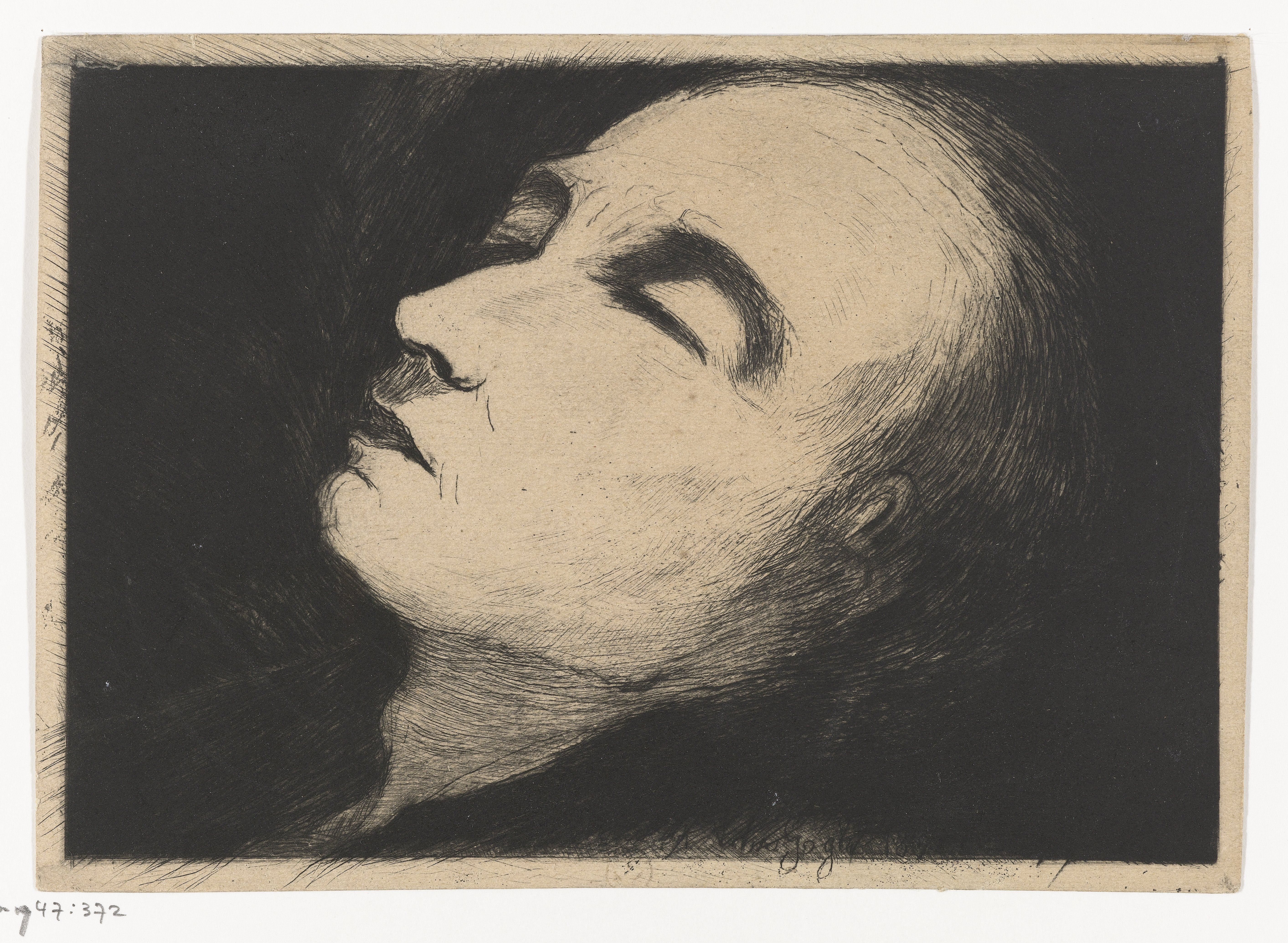
Van Gogh auf dem Totenbett (1890), Radierung von Paul Gachet
Paul Gachet, porträtiert von Ambroise Detrez (1850/52)
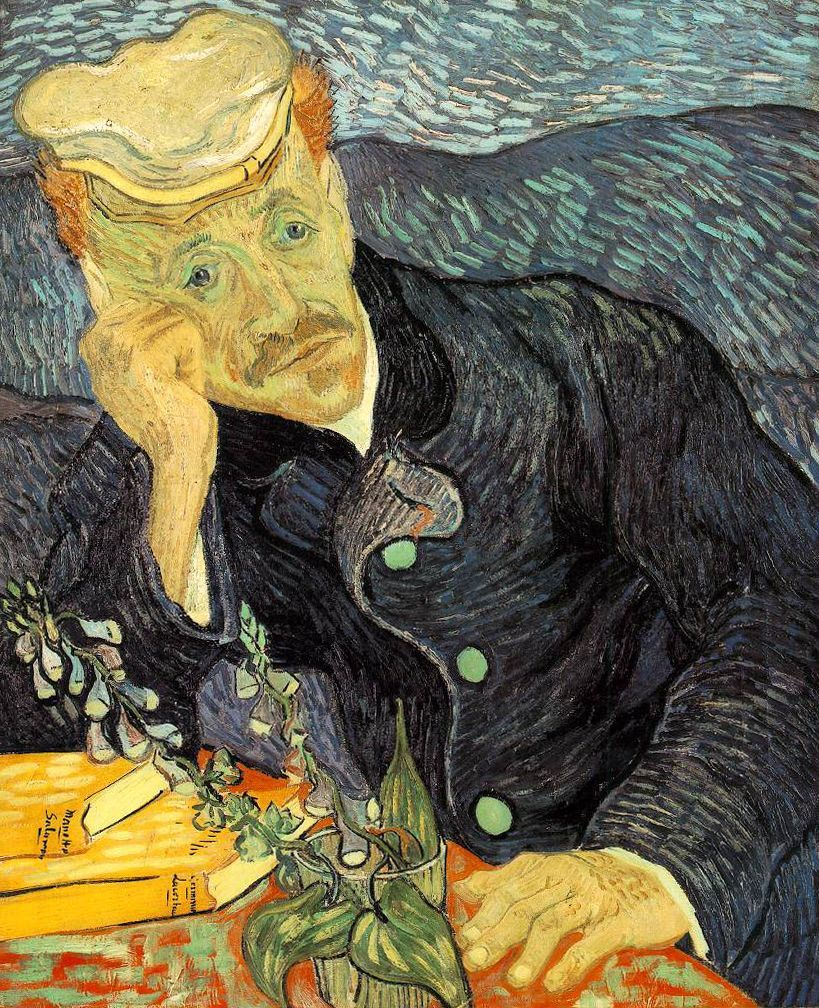
Vincent van Gogh: „Porträt des Dr. Gachet“ (1890, erste Version)
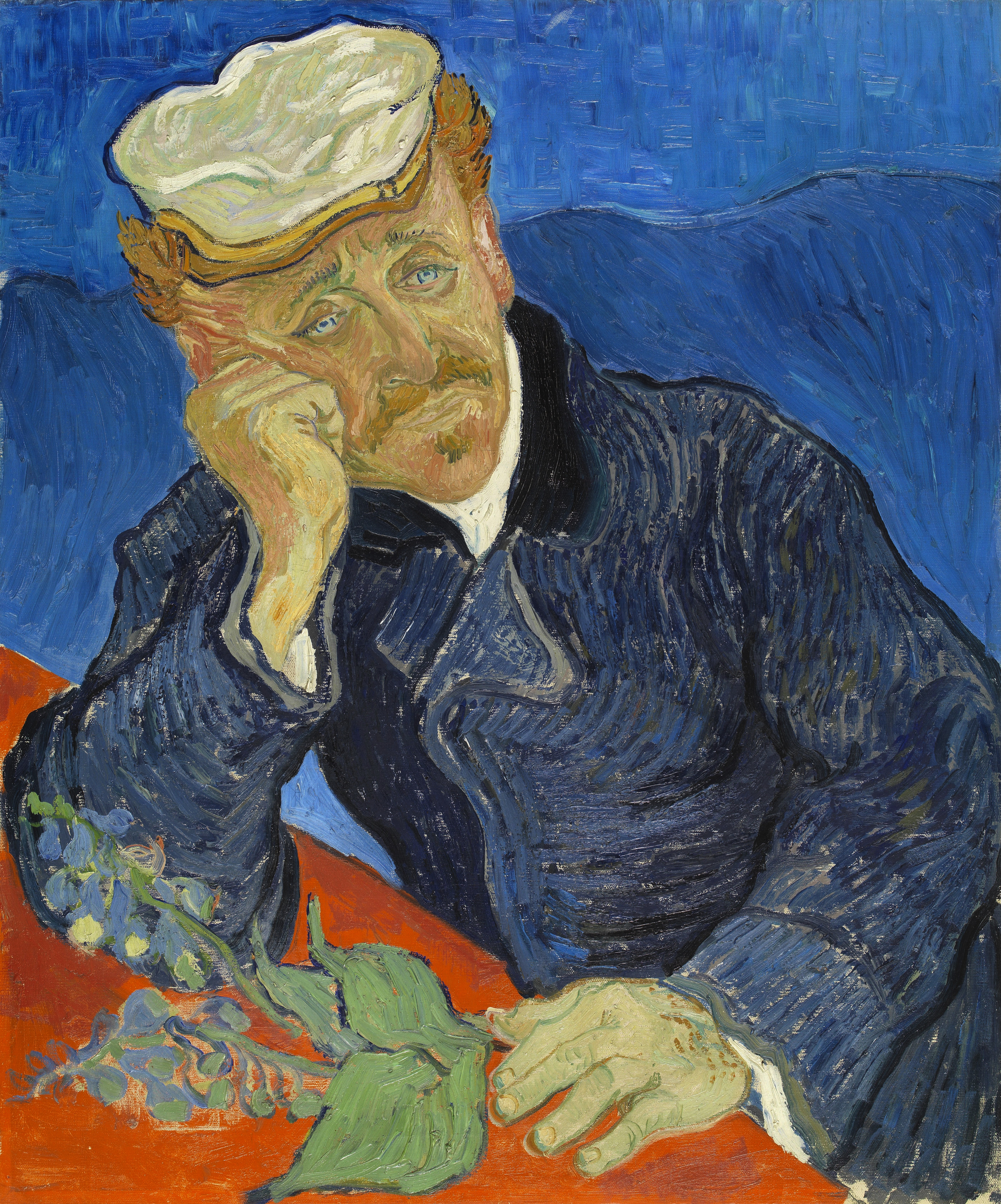
Vincent van Gogh: „Porträt des Dr. Gachet“ (1890, zweite Version)
Paul Gachet, porträtiert von Norbert Goeneutte (1891)